# Agrostis helenae
Agrostis helenae é uma espécie de gramínea do gênero Agrostis, pertencente à família Poaceae.